# Ruan Gregório Teixeira
Ruan Gregório Teixeira (Río de Janeiro, Brasil; 29 de mayo de 1995) es un futbolista brasileño. Juega de lateral por la derecha. Y su club actual es Atlético Clube Goianiense del Campeonato Brasileño de Serie B

## Trayectoria
El 16 de enero de 2019 fue enviado a préstamo al Orlando City de la MLS por un año, proveniente del modesto Barra da Tijuca. Anteriormente pasó cesiones en el Madureira, Boa, Internacional y el Ponte Preta. Jugó 28 encuentros para el Orlando en todas las competiciones, y fue parte del equipo de la semana de la MLS tres veces en 2019.
El 22 de noviembre de 2019, el Orlando City fichó al jugador permanentemente por dos años.

## Estadísticas
Actualizado al último partido disputado el 8 de marzo de 2020.
| Barra da Tijuca · Brasil                                                                                                | Reg           | 2014          | 0  | 0 | - | - | - | - | 8  | 0 | 8   | 0 |
| Barra da Tijuca · Brasil                                                                                                | Reg           | 2016          | 0  | 0 | - | - | - | - | 15 | 1 | 15  | 1 |
| Barra da Tijuca · Brasil                                                                                                | Total club    | Total club    | 0  | 0 | 0 | 0 | 0 | 0 | 23 | 1 | 23  | 1 |
| Madureira · Brasil | 4.ª           | 2016          | 4  | 0 | - | - | - | - | -  | - | 4   | 0 |
| Madureira · Brasil | 4.ª           | 2017          | 0  | 0 | - | - | - | - | 8  | 0 | 8   | 0 |
| Madureira · Brasil | Total club    | Total club    | 4  | 0 | 0 | 0 | 0 | 0 | 8  | 0 | 12  | 0 |
| Boa · Brasil | 2.ª           | 2017          | 25 | 0 | - | - | - | - | 0  | 0 | 25  | 0 |
| Boa · Brasil | Total club    | Total club    | 25 | 0 | 0 | 0 | 0 | 0 | 0  | 0 | 25  | 0 |
| Internacional · Brasil                                                                                                  | 1.ª           | 2018          | 0  | 0 | 1 | 0 | - | - | 6  | 0 | 7   | 0 |
| Internacional · Brasil                                                                                                  | Total club    | Total club    | 0  | 0 | 1 | 0 | 0 | 0 | 6  | 0 | 7   | 0 |
| Ponte Preta · Brasil | 2.ª           | 2018          | 17 | 0 | - | - | - | - | 0  | 0 | 17  | 0 |
| Ponte Preta · Brasil | Total club    | Total club    | 17 | 0 | 0 | 0 | 0 | 0 | 0  | 0 | 17  | 0 |
| Orlando City Estados Unidos                                                                                             | 1.ª           | 2019          | 25 | 0 | 3 | 0 | - | - | 0  | 0 | 28  | 0 |
| Orlando City Estados Unidos                                                                                             | 1.ª           | 2020          | 2  | 0 | 0 | 0 | - | - | 0  | 0 | 2   | 0 |
| Orlando City Estados Unidos                                                                                             | Total club    | Total club    | 27 | 0 | 3 | 0 | 0 | 0 | 0  | 0 | 30  | 0 |
| Total carrera | Total carrera | Total carrera | 73 | 0 | 4 | 0 | 0 | 0 | 37 | 1 | 114 | 1 |
| (1) Incluye datos de la Copa de Brasil y la US Open Cup (2) Incluye datos del Campeonato Carioca y el Campeonato Gaúcho |               |               |    |   |   |   |   |   |    |   |     |   |